# تمثال ألكسندر بوشكين (روستوف-نا-دونو)
تمثال ألكسندر بوشكين (بالروسية: Памятник А. С. Пушкину) هو نصب تذكاري لألكسندر بوشكين يقع في وسط مدينة روستوف-نا-دونو. يقع عند تقاطع شارع بوشكينسكايا وشارع فوروشيلوف.

## تاريخ
مُصمم النّصب هو غافرييل شولتز (Gavriil Schultz) (والمهندس المعماري ميهايل مينكوس "Mihail Minkus"). تم إحداث هذا النصب التذكاري في عام 1959. وفي وقت لاحق، تم تزيين الساحة التي يقع فيها بفوانيس على طراز القرن التاسع عشر. يعد نصب بوشكين موضوعًا للتراث الثقافي ذي الأهمية الإقليمية. وهو أيضا أول نصب تذكاري في روستوف-نا-دونو مخصص لموضوع أدبي.
التمثال مصمم على الطراز الكلاسيكي، ومصنوع من البرونز ويقف على قاعدة عالية من اللون الأحمر، وهو مصنوع من الجرانيت.
في عام 1992، تم إدراج نصب بوشكين في سجلات التراث في روسيا.
في عام 1999 تم تجديد النصب التذكاري.